# لوروا كوبر
لوروا كوبر (بالإنجليزية: Leroy Cooper)‏ هو عازف جاز أمريكي، ولد في 31 أغسطس 1928، وتوفي في 15 يناير 2009.

## وصلات خارجية
- لوروا كوبر على موقع ميوزك برينز (الإنجليزية)
- لوروا كوبر على موقع ديسكوغز (الإنجليزية)